# Enclisis chinensis
Enclisis chinensis là một loài tò vò trong họ Ichneumonidae.